# Buenavista (västra Xilitla kommun)
Buenavista är en ort i Mexiko.   Den ligger i kommunen Xilitla och delstaten San Luis Potosí, i den centrala delen av landet, 210 km norr om huvudstaden Mexico City. Buenavista ligger 1 620 meter över havet och antalet invånare är 249.
Terrängen runt Buenavista är kuperad åt nordväst, men åt sydost är den bergig. Runt Buenavista är det ganska tätbefolkat, med 72 invånare per kvadratkilometer. Närmaste större samhälle är Xilitla, 12,7 km öster om Buenavista. I omgivningarna runt Buenavista växer huvudsakligen savannskog.